# Gat Van turc
El gat Van turc és una raça de gat que procedeix de les zones muntanyoses que envolten el llac Van de Turquia.

## Descripció
El pelatge és el tret més fascinant d'aquest gat. L'extrem clima de la regió oriental d'Anatòlia durant tot l'any sembla haver dissenyat la capa del gat amb el temps. L'Anatòlia oriental és muntanyosa, i el llac Van s'assenta als 1.600 m sobre el nivell del mar. La zona s'enfronta a temperatures tan extremes durant les temporades d'estiu i hivern, que és gairebé inhòspit. Té el pèl semi-llarg, és gruixut a l'hivern, però molt suau, com de pell de conill o de caixmir. Durant els mesos de primavera i estiu, quan es torna extremadament calent, el pèl llarg és canviat per pèl més curt que conserva la sensació de caixmir. El pèl de la cua és llarg tot l'any i té l'aparença d'un raspall per a ampolles.
Aquest gat és moderadament llarg i les seves potes posteriors són lleugerament més llargues que les seves potes davanteres. Aquests gats són grans i musculosos i tenen el coll curt. Els mascles poden pesar 7 kg, mentre que les femelles tendeixen a ser una mica més lleugeres de pes, de 5 a 6 kg. Triguen fins a 3 anys per assolir la seva plena maduresa sexual. Poden arribar a un metre de llarg des del musell fins a la punta de la cua.

## Característiques
- Origen: El gat Van turc es va desenvolupar naturalment a l'aïllada regió que envolta al llac Van. El 1955 es van exportar diversos exemplars a Regne Unit i la raça va ser reconeguda l'any 1969, però Estats Units no reconeix al Van Turc com a raça oficial. [cal citació]

- Morfologia: Mida mitjana, musculós. Cap triangular, amb orelles grans i molt peludes. Ulls ovalats i en posició lleugerament obliqua, de color ambre, blaus o heterocromàtica.

- Pelatge: Pèl de longitud mitjana, sedós i sense llana inferior. El color de fons és blanc. Cua i taques de la cara de color castany, vermellós o crema.

- Caràcter: Molt temperamental, actiu juganer i curiós. Pot conviure amb altres gats, però li agrada ser ell qui porti la veu cantant. Li agrada ficar-se a l'aigua.

- Adequat per: Persones que desitgin tenir un gat una mica tossut i que es puguin adaptar. Necessita una dedicació incondicional.

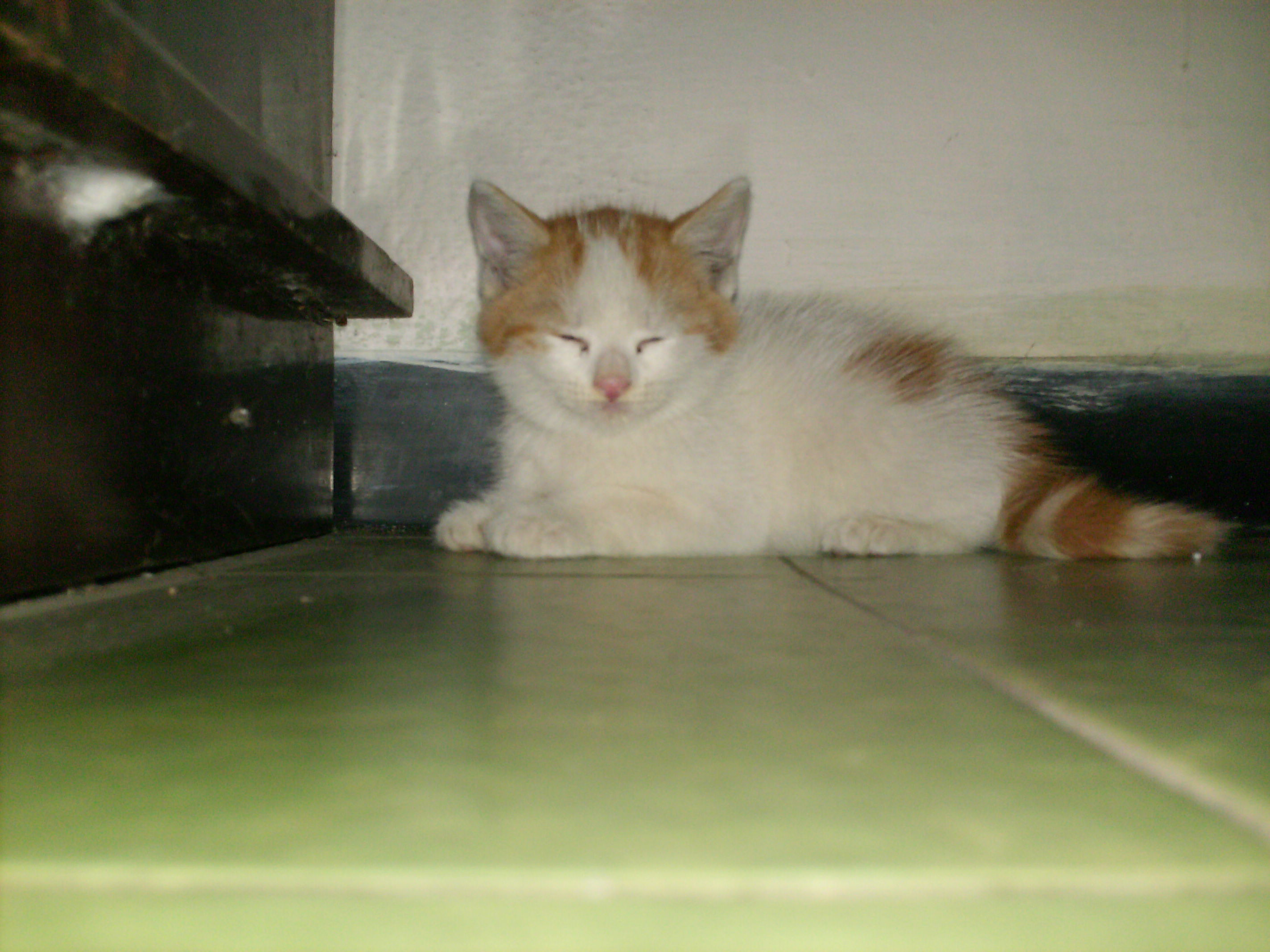
Van turc d'un mes.